# Брезница-Мотру (Мехединци)
Брезница-Мотру (рум. Brezniţa-Motru) насеље је у Румунији у округу Мехединци у општини Брезница-Мотру. Oпштина се налази на надморској висини од 160 m.

## Становништво
Према подацима из 2002. године у насељу је живело 1798 становника, од којих су сви румунске националности.

### Хронологија
| Година       | 1992 | 1993 | 1994 | 1995 | 1996 | 1997 | 1998 | 1999 | 2000 | 2001 | 2002 | 2003 | 2004 | 2005 | 2006 | 2007 | 2008 | 2009 | 2010 | 2011 | 2012 | 2013 | 2014 | 2015 | 2016 | 2017 |
| ------------ | ---- | ---- | ---- | ---- | ---- | ---- | ---- | ---- | ---- | ---- | ---- | ---- | ---- | ---- | ---- | ---- | ---- | ---- | ---- | ---- | ---- | ---- | ---- | ---- | ---- | ---- |
| Становништво | 2089 | 2023 | 1983 | 1930 | 1887 | 1882 | 1850 | 1809 | 1811 | 1783 | 1764 | 1740 | 1705 | 1689 | 1677 | 1652 | 1641 | 1606 | 1580 | 1562 | 1529 | 1507 | 1465 | 1439 | 1425 | 1393 |